# زبان شغنانی
زبان شُغنانی یکی از زبان‌های پامیری است. گروه زبان‌های پامیری خود، زیرشاخه‌ای از زبان‌های ایرانی شرقی است.
به‌طور معمول به این زبان که در منطقه شغنان رایج است زبان شغنانی گفته می‌شود و به اهالی آن محل، شُغنی.
از نظر زبان‌شناسی، زبان شغنانی متعلق به گروه فرعی شغنی-روشانی، از زبان‌های پامیر شمالی است. این گروه علاوه بر شغنانی شامل یزغلامی و همچنین ونجی قدیم می‌گردد. از نظر خویشاوندی این زبان‌ها بسیار نزدیک به هم هستند و با توجه به نوآوری‌های متعدد اشتراکی در واژگان و نحو می‌توان یک زبان اولیه برای پامیر شمالی بازسازی کرد، کاری که پیشتر توسط محققین V. S. Sokolova و D. (Joy) Edelman انجام شده است.
شغنانی عمدتاً به عنوان زبان شفاهی کاربرد دارد. مانند دیگر نواحی در تاجیکستان، فارسی تاجیکی زبان رسمی محسوب می‌شود. فارسی تاجیکی تنها زبانی است که برای مقاصد رسمی می‌توان به صورت قانونی از آن استفاده کرد، و در مدارس، رسانه‌های جمعی و امور جاری اجباری است. بر این اساس، تاجیکی حتی در ارتباطات غیررسمی نیز بیشتر تسلط دارد. با این حال، در موقعیت‌های کم رسمیت تر، ارتباطات شفاهی از طریق زبان شغنانی امکان‌پذیر است.
درعین حال شغنانی در تمام ناحیه زبانی پامیر، به‌عنوان زبان فراگیر میانجی در کنار تاجیکی ایفای نقش می‌کند. علاوه بر این، به‌طور سنتی یک گویش محاوره‌ای خاص در بدخشان تکامل یافته است که سه درونداد اصلی دارد: برمبنای گویش‌های محلی، قواعد دستوری زبان رسمیِ تاجیکی (که در زمان شوروی، حداکثر دهه ۱۹۸۰ وضع شده و بر آموزش عمومی تسلط یافت) و زبان کلاسیک پارسی-تاجیکی که همچنان در بدخشان طرفدار دارد، در کنار قواعد معاصر فارسی و دری.
شغنی‌زبانان خود را اقلیت قومی در تاجیکستان تلقی می‌کنند. آمار رسمی و سرشماری آنان را تنها به عنوان تاجیک‌های ولایت خودمختار کوهستان بدخشان ثبت می‌کند. سرشماری ۱۹۸۹ شمار زیر را برای آن منطقه ارائه داده است: جمعیت کل ۱۵۴۵۵۴؛ بخش شوغنان ۴۸۸۰۶ - سرشماری ۱۹۹۹ نشان می‌دهد: شُغنان ۳۷۵۷۴؛ راشت‌قلعه ۲۳۹۱۵؛ و بژو (که در منطقهٔ روشانی محسوب می‌شود) ۴۱۵۰؛ جمعاً ۶۵۶۳۹؛ برای شهر خاروغ تقریباً به ترتیب ۲۱۰۰۰ و ۲۵۵۵۷ می‌باشد. با برآورد غیرمستقیم و غیررسمی شمار کلی شغانی‌زبانان ساکن سرزمین تاریخی شوغنان حدود ۸۰۰۰۰ و ۱۰۰۰۰۰ نفر است.

## گستره
شغنی‌ها مردمانی هستند که در دره‌های کوهستانی پامیر غربی ساکن هستند. قلمرو شغنانی‌زبانان از نظر اداری بخشی از ولایت خودمختار کوهستان بدخشان در جمهوری تاجیکستان است و شهر مهم خاروغ را در بر می‌گیرد. این قلمرو همچنین بخش مجاور استان بدخشان افغانستان را نیز شامل می‌شود.
زبان شغنانی امروزه در دو کرانهٔ رود پنج، به ویژه در ولسوالی شغنان ولایت بدخشان افغانستان و شهر خاروغ، شهرستان‌های شغنان، راشت‌قلعه، روشان و مرغاب استان خودمختار کوهستانی بدخشان تاجیکستان رایج است.
در تاجیکستان شغنی‌ها در راستای ساحل راست رود پنج از دشت (زیور) در شمال تا درمارخت در جنوب زندگی می‌کنند، و همچنین در دره‌های غُند و شاه‌دره که در خاروغ به هم می‌پیوندند ساکن اند. آنها همچنین ساکنین اصلی دره مرتفع بَژودره در شمال خاروغ هستند. گروه‌های کوچک و متمرکزی از شغنی‌ها را می‌توان در نقاط مرکزی تاجیکستان از جمله ختلان، رامیت، کافرنهان و مناطق دیگر نیز یافت.
در افغانستان شغنی‌ها سکونتگاه‌های فشرده دارند، عمدتاً در ساحل چپ رود پنج در ولایت بدخشان. جمعیت قابل توجهی از مردم شغنانی زبان را می‌توان در کابل و فیض آباد، مرکز بدخشان افغانستان، یافت.

### زیرگروه‌ها
گروه شغنانی-روشانی خود شامل حدود هفت عضو است. با وجود تنوع در روابط، می‌توان چهار زیرگروه را در بین آنها تمایز داد:
1. شغنی، بژویی و بروازی
2. روشانی و در سمت شمال، خوفی

- ۳. برتنگی و راشاری در شمال شرق (که بیشتر با شکل قرقیزی خود به نام اوروشوری شناخته می‌شود).[۴]
- ۴. سَریقُلی تک‌افتاده که در استان خودمختار سین‌کیانگ اویغور در چین صحبت می‌شود.

به‌طور خاص، موقعیت گویشوران گویش‌های گروه اول و تنوع زبانی آنها به شرح زیر است:
شغنانی اصلی از ساخ‌چَرْو در شمال تا ددرمارَخت در جنوب در امتداد کرانه رود پَنج، و در مرکز منطقه‌ای خاروغ.
گویش خرد بژویی در دره مرتفع بژودره با خرده گویش روستاهای بژو و پست-بژو در شمال خاروغ.
خرده‌گویش‌های برواز در بالاترین بخش دره شاه‌دره که اکنون به چند خانواده محدود شده و در حال جایگزینی با گویش رایج است.
علاوه بر اینها خرده گویش‌هایی در دره غوند و همچنین روستاهای پایین و بالای دره شاه‌دره، به‌طور مشخص از خاروغ تا تودم و از تودم تا جوشان‌غوز وجود دارد. تنوع گفتاری در این دو دره تا حد قابل توجهی ناشی از آمیختگی با مهاجران از مناطق روشانی-، برتنگی-، روشوروی، سریزی زبان و واخانی زبان است.
زبان‌های شغنانی، روستانی، خوفی، سریقلی، برتنگی و راشاری با یکدیگر خویشاوند نزدیک هستند و یک زیرگروه جداگانه را در میان زبان‌های پامیری تشکیل می‌دهند و تا حدی برای هم قابل فهم هستند. زبان شغنانی دارای سه گویش اصلی است که می‌توان آن‌ها را به عنوان گویش یا به ندرت، زبان‌های جداگانه در نظر گرفت: شغنی، شاه‌دره‌ای و بدخشی. گویش‌ها تفاوت‌های جزئی در واج‌شناسی، دستور زبان و واژگان دارند. گویش بدخشی بیشتر از گویش شغنانی خالص با گویش روستانی شباهت دارد. گویش شاه‌دره‌ای در روستاهای کنار رودخانه شاه‌دره، شاخه‌ای از رودخانه غوند رایج است. گویش بدخشی در روستاهای اطراف دره بدخشان رایج است. گاهی اوقات گویش بروازی از گویش شاه‌دره‌ای جدا می‌شود که قبلاً در روستای بارواز رایج بود، اما امروزه تقریباً منقرض شده است. گویش شغنی خالص بیشترین تعداد گویشوران را دارد و توسط گویشوران به عنوان زبان معیار در نظر گرفته می‌شود.
در سنت دانشگاهی انگلیسی‌زبان، زبان شغنانی (Shughni language) معمولاً به عنوان یک زبان بزرگ‌تر در نظر گرفته می‌شود که شامل زبان‌های شغنی خالص، روستانی، برتنگی، خوفی و راشاری می‌شود و گاهی اوقات زبان سریقلی را نیز شامل می‌شود.
در بین خود گویشوران شغنی در تاجیکستان نیز این تصور وجود دارد، که زبان خود را «پامیری» می‌نامند. سنت روسی‌زبان معمولاً این زبان‌ها را به عنوان زبان‌های جداگانه در نظر می‌گیرد.

## هویت قومی
در تاجیکستان، شغنی‌ها خود را به عنوان یک اقلیت قومی می‌شناسند. زبان رسمی، که برای رسانه‌ها و آموزش اجباری است، تاجیکی است. بسیاری از گویشوران شغنی که در تاجیکستان زندگی می‌کنند تا حدی به زبان تاجیکی مسلط هستند، در حالی که زبان شغنانی عمدتاً در گفتار روزمره استفاده می‌شود.
با وجود این، زبان شغنانی به عنوان زبان دوم و محلی میانجی عمل می‌کند که مردم در مرکز استان ولایت مختار کوهستان بدخشان - شهر خاروغ و همچنین در کل منطقه و حتی فراتر از آن با آن صحبت می‌کنند.
زبان شغنانی در دبستان‌های چندین مدرسه در بخش‌های شغنان و روشتاقالین ولایت خودمختار بدخشان کوهستانی تاجیکستان و در دانشگاه خاروغ تدریس می‌شود. گویشوران شغنی در افغانستان عمدتاً تک‌زبان هستند. در افغانستان، زبان شغنانی به‌طور غیررسمی در مدارس تدریس می‌شد و در دهه ۲۰۱۰ برنامه‌ای برای آموزش زبان شغنانی برای دانش‌آموزان دبستانی ایجاد شد.

## جمعیت
بر اساس سرشماری سراسری اتحاد جماهیر شوروی در دهه ۱۹۲۰، فقط ۶ نفر زبان شغنانی را به عنوان زبان مادری خود ذکر کردند - به دلایل نامعلومی، برخی از مردم، از جمله شغنی‌ها، از ذکر زبان خود خودداری کردند.
بر اساس داده‌های دهه ۱۹۸۰، حدود ۵۰ هزار شغنی در ولایت خودمختار کوهستان بدخشان زندگی می‌کردند و در شغنان افغانستان، طبق محاسبات محقق دودخدای کرام‌شایف، دست‌کم ۲۵ هزار نفر زندگی می‌کردند.
بر اساس داده‌های سال ۱۹۹۷، در آن زمان حدود ۱۰۰ هزار نفر به زبان شغنانی صحبت می‌کردند. بر اساس سرشماری سال ۲۰۰۸، تعداد گویشوران به ۹۵ هزار نفر می‌رسد. درگاه اتنولوگ تعداد گویشوران همه زبان‌های شغنانی-روشانی را ۸۰ هزار نفر تخمین می‌زند که از این تعداد ۴۰ هزار نفر در تاجیکستان و ۴۰ هزار نفر در افغانستان زندگی می‌کنند.

## وضعیت زبان
زبان شغنانی توسط یونسکو در اطلس زبان‌های در حال نابودی جهان به عنوان «آسیب‌پذیر» طبقه‌بندی شده است. با وجود تعداد کم گویشوران، این زبان در گفتگوی شفاهی در محیط‌های غیررسمی استفاده می‌شود و توسط کودکان به عنوان زبان مادری یادگرفته می‌شود، اما در عین حال، در بسیاری از موقعیت‌های ارتباطی (در آموزش، فرهنگ و علم) اغلب توسط زبان‌های دیگر جایگزین می‌شود.
بنابراین، زبان شغنانی در حال حاضر در حال نابودی نیست، اما در آینده به‌طور بالقوه می‌تواند در معرض خطر نابودی قرار گیرد. زبان شغنانی و دیگر زبان‌های پامیری به دلیل انزوای نسبی منطقه به خوبی حفظ شده‌اند.
در حال حاضر، زبان شغنانی یکی از کامل‌ترین زبان‌های پامیری است که به‌طور کامل شرح داده شده و مستند شده است.

## تاریخ
گروه شغنی-روشی از نظر ژنتیکی به زبان‌های یزگلیمی و وخی نزدیک است: این زبان‌ها با هم یک زیرگروه ژنتیکی را تشکیل می‌دهند که به‌طور مشروط «شمال پامیری» یا «شغنی-یزگلیمی» نامیده می‌شود. این زیرگروه به نوبه خود یکی از زیرگروه‌های درون جامعه زبان‌های پامیری است.
به گفته محقق دادخدایف کرام‌شایف، به دلیل انزوای زبان شغنانی، بسیاری از ویژگی‌های باستانی در آن حفظ شده است.
اولین ذکر باقی‌مانده از مردم و زبان شغنانی در یادداشت‌های سفرنامه‌نویس چینی، شوان‌زانگ، یافت می‌شود که در اواسط قرن هفتم نوشته شده است. به گفته وی، شغنی‌ها «خطی شبیه به خط کشور تخارستان دارند، اما زبانشان متفاوت است».
در اوایل قرن هشتم، یک مسافر چینی دیگر به نام هوئی چائو زبان شغنی‌ها را «خاص و متفاوت از زبان‌های ساکنان سایر قلمروها» توصیف کرد. هیچ توصیف زبانی از زبان شغنانی در دوران باستان و سده‌های میانه باقی نمانده است.
از قرن یازدهم تا نوزدهم، زبان‌های شغنی و روشی تحت تأثیر قابل توجه زبان عربی بودند که ناشی از اسلام آوردن شغنی‌ها بود. در سده‌های سیزدهم تا نوزدهم، وام‌واژه‌هایی از زبان‌های ترکی وارد زبان شدند. از دهه ۱۸۸۰، زمانی که قلمرو تاجیکستان امروزی تحت تأثیر امپراتوری روسیه قرار گرفت، وام‌واژه‌های فعال از زبان روسی ظاهر شدند.
در طول تاریخ، زبان‌های شغنی و روشی تحت تأثیر قابل توجه زبان فارسی قرار گرفته‌اند. تحت تأثیر فارسی، ساختارهای اضافی در زبان شغنانی ظاهر شد و همچنین صدای [h] واج‌شناسی شد که قبلاً عملکرد تمایز معنایی نداشت.
تأثیر زبان فارسی بر واژگان نیز قابل توجه است. همچنین تأثیرات بستر پیش از هندواروپایی که قبل از ظهور هندواروپایی‌ها در قلمرو شغنان رواج داشت، مشهود است. این امر می‌تواند برخی از پدیده‌های واج‌شناسی، آواشناسی و نحو را که برای زبان‌های ایرانی غیرمعمول است، توضیح دهد. فرضیه‌هایی مطرح شده است که بستر پیش از هندواروپایی که با زبان شغنانی تماس گرفته است، می‌تواند زبان بروشسکی یا زبانی خویشاوند یا از نظر رده‌شناسی مشابه آن باشد.

## دوران شوروی
در دوران اتحاد جماهیر شوروی، زبان اصلی آموزش، فرهنگ و قانون‌گذاری در ولایت خودمختار کوهستان بدخشان تاجیکستان، زبان فارسی بود. از سال ۱۹۲۱، کودکان در برخی مدارس این ولایت زبان شغنانی را نیز آموزش می‌دیدند. در دهه ۱۹۳۰، الفبای شغنی ابداع شد.
در سال ۱۹۳۱، اولین کتاب درسی زبان شغنانی برای بزرگسالان (در چارچوب جنبش سوادآموزی) منتشر شد. یکی از نویسندگان این کتاب، شاعر شغنی، نوذر شمس‌زاده بود. در سال ۱۹۳۳، اولین کتاب درسی برای کودکان و در سال ۱۹۳۷، کتاب درسی برای سال اول دبستان منتشر شد.
با این حال، در اواسط دهه ۱۹۳۰، انتشار کتاب‌های درسی به دلیل اختلاف نظر بین فعالان شغنی و موانع ایجاد شده توسط رهبری حزب، که سازندگان الفبا را به ملی‌گرایی متهم می‌کرد، متوقف شد. در سال ۱۹۳۵، سورن شادونتس به عنوان اولین دبیر کمیته مرکزی حزب کمونیست تاجیکستان منصوب شد. در دوره او، برنامه‌های آموزش عمومی به زبان شغنانی در مدارس دوباره مطرح شد، اما او به زودی دستگیر و اعدام شد.
در سال ۱۹۳۷، کارزار استالینیستی مبارزه با ملی‌گرایی آغاز شد که در چارچوب آن، محدودیت‌هایی برای استفاده از زبان‌های محلی در اتحاد جماهیر شوروی اعمال شد و زبان شغنانی به‌طور کامل از آموزش و چاپ حذف شد. در سال ۱۹۳۹، ششمین همایش کمیته ولایتی حزب کمونیست تاجیکستان در کوهستان بدخشان به این نتیجه رسید که «گرایش به انتشار کتاب‌های درسی و آموزش به زبان شغنانی مضر است و مانعی برای توسعه و شکوفایی فرهنگ تاجیکان در کوهستان بدخشان می‌شود».
تا سال ۱۹۴۰، زبان شغنانی به‌طور کامل از عرصه عمومی حذف شده بود. به گفته خسرو شمس‌زاده، زبان‌شناس، «حذف زبان شغنانی از حوزه‌های مهم ارتباطی، آن را به وضعیتی غیرعادی سوق داد، به طوری که حاملان زبان شروع به زیر سؤال بردن ضرورت وجود زبان قومی خود کردند». سیاست‌های دولت تاجیکستان در محدود کردن فرهنگ شغنانی‌زبانان به این واقعیت منجر شد که برای سال‌های متمادی، وجود زبان‌های پامیری به عنوان زبان‌های جداگانه و نه گویش‌های تاجیکی، توسط مقامات و روشنفکران تاجیک به چالش کشیده می‌شد. در سال ۱۹۷۲، کتاب‌های زبان‌های پامیری در کتابخانه عمومی دولتی فردوسی در دوشنبه نابود شد.
تلاش‌ها برای بازگرداندن زبان شغنانی به حوزه‌های ادبی و اداری در دهه ۱۹۸۰ آغاز شد. محافل دانشجویی شغنی در دوشنبه استفاده از زبان شغنانی را ترویج می‌کردند. در سال ۱۹۸۹، قانون زبان دولتی در تاجیکستان به تصویب رسید که حمایت از زبان‌های پامیری را مشروعیت می‌بخشید.
از دهه ۱۹۹۰ تاکنون، چندین نشریه به زبان شغنانی در ولایت خودمختار کوهستان بدخشان منتشر شده است، از جمله «فرهنگ بدخشان»، «معرفت شغنان» و «شاه‌درخ». نشریات «رودник» و «طلوع» که در سال ۲۰۰۹ منتشر شدند، اولین روزنامه‌های کاملاً شغنی‌زبان بودند. در سال ۲۰۱۳، تلاشی برای راه‌اندازی پخش رادیویی به زبان شغنانی صورت گرفت، اما این رادیو به زودی تعطیل شد. زبان شغنانی در تلویزیون استفاده نمی‌شود.

## نگارش
زبان شغنانی برای مدت طولانی زبانی بی‌خط بود و دارای فرهنگ شفاهی غنی بود. در دهه ۱۹۳۰ تلاش‌هایی برای ترویج الفبا بر اساس لاتین صورت گرفت که به زودی متوقف شد. در حال حاضر، دو نوع خط برای زبان شغنانی وجود دارد. در تاجیکستان از الفبای مبتنی بر الفبای سیریلیک تاجیکی استفاده می‌شود که در دهه ۱۹۹۰ تدوین شد و روزنامه‌ها و کتاب‌ها به آن زبان منتشر می‌شوند. در افغانستان از الفبای مبتنی بر خط عربی استفاده می‌شود.
شغنانی را با حروف سیریلیک، فارسی و لاتین می‌نویسند. با این حال نوشتن شغنانی با خط سیریلیک معمول‌تر است. زبان شغنانی که در شهرستان بدخشان افغانستان رایج است، تأثیر زیادی از زبان فارسی دری پذیرفته و تا اندازهٔ زیادی به فارسی دری نزدیک است، اما شماری از واژه‌های زبان شغنانی شباهت‌هایی با واژه‌های زبان پشتو دارند. زبان شغنانی رایج در شغنان تاجیکستان افزون‌بر تاثیرپذیری از زبان فارسی تاجیکی، از واژه‌های زبان روسی هم تأثیر پذیرفته است.
الفبای شغنانی شامل ۴۲ حرف است که عبارت اند از:
ا ب پ ت ث ج چ ح خ څ ځ د ذ ڎ ر ز ږ ژ س ش ښ ص ض ط ظ ع غ ف ڤ ق ک گ ل م ن و ؤ ۈ ه ی ی ئ

### پیشینه الفبا برای شغنی

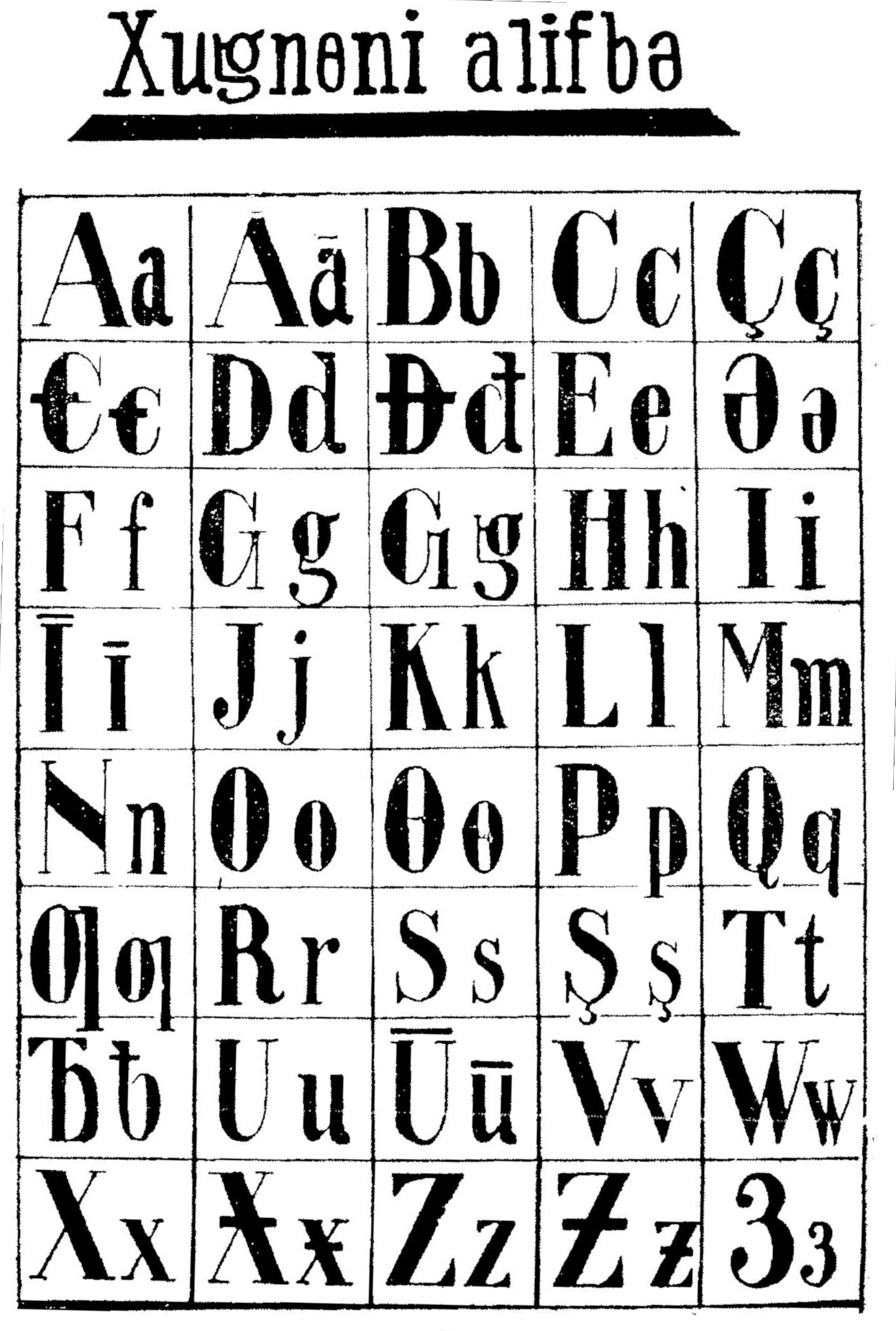
اولین نسخه از الفبای شغنانی (۱۹۳۱)

اولین تلاش برای ایجاد الفبای شغنانی بر پایه لاتین در دهه ۱۹۲۰ توسط زبان‌شناس سوئدی، ه. شلدن، انجام شد، اما طرح او پذیرفته نشد. در اوت ۱۹۳۰، اولین کنگره علمی زبان‌شناسان تاجیکستان در استالین‌آباد (دوشنبه امروزی) برگزار شد که نقش مهمی در ایجاد الفبا برای زبان‌های تاجیکستان ایفا کرد. در این کنگره، موضوع الفبای زبان شغنانی نیز مطرح شد. مورخ، آ. دیاکوف، مسئولیت طراحی الفبا را بر عهده گرفت. الفبای او نیز بر پایه لاتین فارسی تاجیکی آن زمان با علائم اضافی بود. این الفبا برای اولین کتاب‌های درسی شغنی استفاده شد. با این حال، سیاست حمایت از زبان‌های کوچک به زودی متوقف شد و در سال ۱۹۳۷، الفبای دیاکوف از آموزش و چاپ حذف شد.
در سال ۱۹۹۲، کمیسیون تدوین الفبا برای زبان‌های پامیری، الفبای جدیدی را بر پایه لاتین با افزودن نشانه‌ها و حروف یونانی ارائه کرد، اما این الفبا رواج پیدا نکرد.
از دهه ۱۹۹۰ تاکنون، الفبای اصلی مورد استفاده در ولایت خودمختار کوهستان بدخشان، الفبای بر پایه سیریلیک تاجیکی است که با واج‌های زبان شغنانی تطبیق داده شده است. برای انتقال صداهای خاص زبان شغنانی، غالباً از دیگراف‌هایی با حرف ь استفاده می‌شود. به عنوان مثال، دیگراف дь نشان‌دهندهٔ واج /ð/ است (مانند дьар به معنی "دور").
از سال ۱۹۹۰، نشریهٔ شغنانی‌زبان "فرهنگ بدخشان" ("فرهنگ باختران") به عنوان ضمیمه‌ای به روزنامه "بدخشان سوویتی" ("باختران سوسیالیستی") منتشر می‌شد که با الفبای سیریلیک تاجیکی چاپ می‌شد. پس از یک سال، این ضمیمه به روزنامه‌ای مستقل تبدیل شد. با شروع جنگ داخلی در تاجیکستان پس از فروپاشی اتحاد جماهیر شوروی، انتشار این روزنامه متوقف شد. از اواخر دهه ۱۹۹۰، چندین کتاب درسی و کتاب راهنمای آموزشی توسط دانشمند دادخدایف کرام‌شایف منتشر شده است. این کتاب‌ها الفبای سیریلیک بر پایهٔ الفبای تاجیکی را به عنوان الفبای اصلی برای آموزش و چاپ کتاب به زبان شغنانی در بدخشان تاجیکستان تثبیت کرده‌اند. از اوایل دهه ۲۰۰۰، کتاب‌های کودکان به زبان شغنانی با استفاده از این الفبا منتشر شده‌اند.
در تحقیقات زبانی دانشگاه خاروغ از لاتین با علائم الفبای آوانگاری بین‌المللی و حروف یونانی برای نگارش زبان شغنانی استفاده می‌شود. در هنگام برقراری ارتباط در اینترنت و از طریق پیام کوتاه، شغنی‌ها از نگارش لاتین ساده‌شده استفاده می‌کنند.
الفبای کتاب درسی زبان شغنانی در سال ۲۰۰۰:
| А а | А̄ а̄ | Б б | В в | В̌ в̌ | Г г | Ғ ғ | Г̌ г̌ | Ғ̌ ғ̌ | Д д | Д̌ д̌ |
| Е е | Ё ё | Ж ж | З з | З̌ з̌ | И и | Ӣ ӣ | Й й | К к | Қ қ | Л л |
| М м | Н н | О о | П п | Р р | С с | Т т | Т̌ т̌ | У у | Ӯ ӯ | У̊ у̊ |
| Ф ф | Х х | Ҳ ҳ | Х̌ х̌ | Ц ц | Ч ч | Ҷ ҷ | Ш ш | ъ   | Э э |     |

#### افغانستان
در دهه ۲۰۰۰، نگارش به زبان شغنانی در افغانستان پیشرفت‌هایی به خود دید. در آنجا الفبای عربی به عنوان مبنا آن انتخاب شد و ادبیات آموزشی و کودکان با ان انتشار یافت. آن الفبا به این شکل بود:
| ا | آ  | ب | پ | ت | ث | ج | چ | ح | خ | ځ | څ |
| د | ذ  | ر | ز | ژ | ږ | س | ش | ښ | ص | ض | ط |
| ظ | ع  | غ | ف | ڤ | ق | ک | گ | ل | م | ن | و |
| و̃ | وو | و̊ | ه | ی | ی | ی |   |   |   |   |   |

در دهه ۲۰۱۰، افغانستان برنامه جدیدی را برای آموزش زبان شغنانی در مدارس ارائه کرد. نوشتار مبتنی بر لاتین پیشنهاد شده در آن توسط برخی از سخنرانان مورد انتقاد قرار گرفت که احساس می‌کردند واقعیت زبانی را به خوبی منعکس می‌کند. از سال ۲۰۱۲، سازمان بین‌المللی SIL International با آکادمی علوم افغانستان برای بهبود شیوه نوشتاری  همکاری می‌کند.